# Bridgnorth (distrikt)
Bridgnorth var ett distrikt i grevskapet Shropshire i England. Distriktet har 52 497 invånare (2001). Det blev 2009 en del av kommunen Shropshire.

## Civil parishes
- Acton Round, Albrighton, Alveley, Astley Abbotts, Aston Botterell, Aston Eyre, Badger, Barrow, Beckbury, Billingsley, Boningale, Boscobel, Bridgnorth, Broseley, Burwarton, Chelmarsh, Chetton, Claverley, Cleobury North, Deuxhill, Ditton Priors, Donington, Eardington, Easthope, Farlow, Glazeley, Highley, Kemberton, Kinlet, Middleton Scriven, Monkhopton, Morville, Much Wenlock, Neen Savage, Neenton, Quatt Malvern, Romsley, Rudge, Ryton, Sheriffhales, Shifnal, Shipton, Sidbury, Stanton Long, Stockton, Stottesdon, Sutton Maddock, Tasley, Tong, Upton Cressett och Worfield.[2]